# 國際大流行病預防、防範和應對公約
《國際大流行病預防、防範和應對公約》（英語：International Treaty on Pandemic Prevention, Preparedness and Response），簡稱《大流行病公約》或《大流行病協定》，是一項尚未生效的國際條約，由世界衛生組織（WHO）依其組織法第19條規定，由2021年12月的第二次特別會議開始協商建構全球大流行病防治機制，經世界衛生大會審議與票決無異議後於2025年5月20日公佈。

## 背景
2019年末以來的嚴重特殊傳染性肺炎疫情大流行暴露了《國際衛生條例》和世界衛生組織能力的嚴重不足。鑑於大流行病造成的全球性災難，多國社會呼籲建立更強有力的國際架構以應對未來的大流行病。
因此世界衛生大會於2021年11月召開自世衛組織成立以來的第二次特別會議，194個成員國同意建立一個向所有會員國和準成員開放的「政府間談判機構」（INB），負責討論和研擬世衛組織預防、防治和應對大流行病的公約、協定與其他國際文件。

## 歷程
政府間談判機構（Intergovernmental Negotiating Body, INB）受大會委任成立於2021年12月，2022年2月24日召開首次會議。2022年8月1日的第二次會期開始舉辦公共聽證會、確定公平原則，並向大會匯報進度，終於2023年10月30曰第七次會議定文提案，以期在2024年5月召開的第77屆世界衛生大會審議通過。同時各國政府亦於2023年12月7日開始討論規範各國防治疫情和其他嚴重公共衛生風險方法與義務的《國際衛生條例》修正案，以便於下屆世界衛生大會中與本協定一同提交審議通過後配合實施。
非世衛會員國，如巴勒斯坦（觀察員）與中華臺北，被排除而未能參與工作會議。
2024年5月24日，世界衛生組織宣佈，經歷二年11輪的談判因融資問題未能達成共識而無法通過協議而暫停。11月4日，194個世衛成員國代表重聚於日內瓦，宣佈繼續新一輪談判。
2025年4月16日，INB完成草案定稿，後於第78屆世衛大會上提案。5月19日，世界衛生大會以124國贊成、無代表反對、11國棄權（如波蘭、義大利、以色列、伊朗、俄羅斯和斯洛伐克）而無異議票決通過。翌（20）日，大會主席、菲律賓衛生部長泰德·赫博薩經詢無代表保留意見具申後發佈，並將於次年重新驗證更多事實要項，尤其是在病原體獲取和利益分享方面。本約尚需經至少60國國內批准後方生效。

### 美國
繼2024年8月29日，26位美國共和黨州長發表聯合聲明，表示不會接受此條約後，二任總統的唐納·川普則於翌（2025）年1月20日就任當日即宣佈將再次退出世界衛生組織，故美國政府未再參與本約有關國際核查機制的討論。

## 條約
目前各國政府、產業與民間尚有不同意見，雖然包括歐洲聯盟和英國在內的70多國倡導制定一項具有強制法律約束力的國際公約；但部分國家如美國、印度和巴西等，對簽署承諾具國際法約束力的協議仍持保留立場。
世界衛生組織大會有權依據其組織法第21條通過一項類似《國際衛生條例》法定地位的國際標準規章，或依據第19條比照第一次特別會議前例的《煙草控制框架公約》模式通過一項公約或國際協定。

## 外部連結
- 大流行病公約計畫網 （页面存档备份，存于）：喬治城大學全球健康科學與安全中心和紐約卡內基基金會的合作項目（英語）
- 世界衛生大會第二屆特別會議所有文件、決議、決定和草案 （页面存档备份，存于）（中文）
- 大流行協定談判案文提案 （页面存档备份，存于），2023年10月30日政府間談判機構第七次會議（A/INB/7/3）通過臨時議程第二項（中文）